# Tonie Marshall
Tonie Marshall (29. listopadu 1951 Neuilly-sur-Seine, Francie – 12. března 2020, Paříž) byla francouzsko-americká filmová herečka, režisérka a scenáristka.
Byla dcerou amerického herce a zpěváka Williama Marshalla a francouzské herečky Micheline Presle. Za svůj film Venuše, salon krásy (1999) získala Césara. Mezi její další filmy patří například Žádné neviňátko (1994), Nebe na dosah (2002) a Tu veux… ou tu veux pas? (2014). Jako herečka se objevila například ve filmech Největší událost od chvíle, kdy člověk vstoupil na Měsíc (1973), Nenapravitelní (1980) a Hitler v Hollywoodu (2010).